# مرشح عظيم

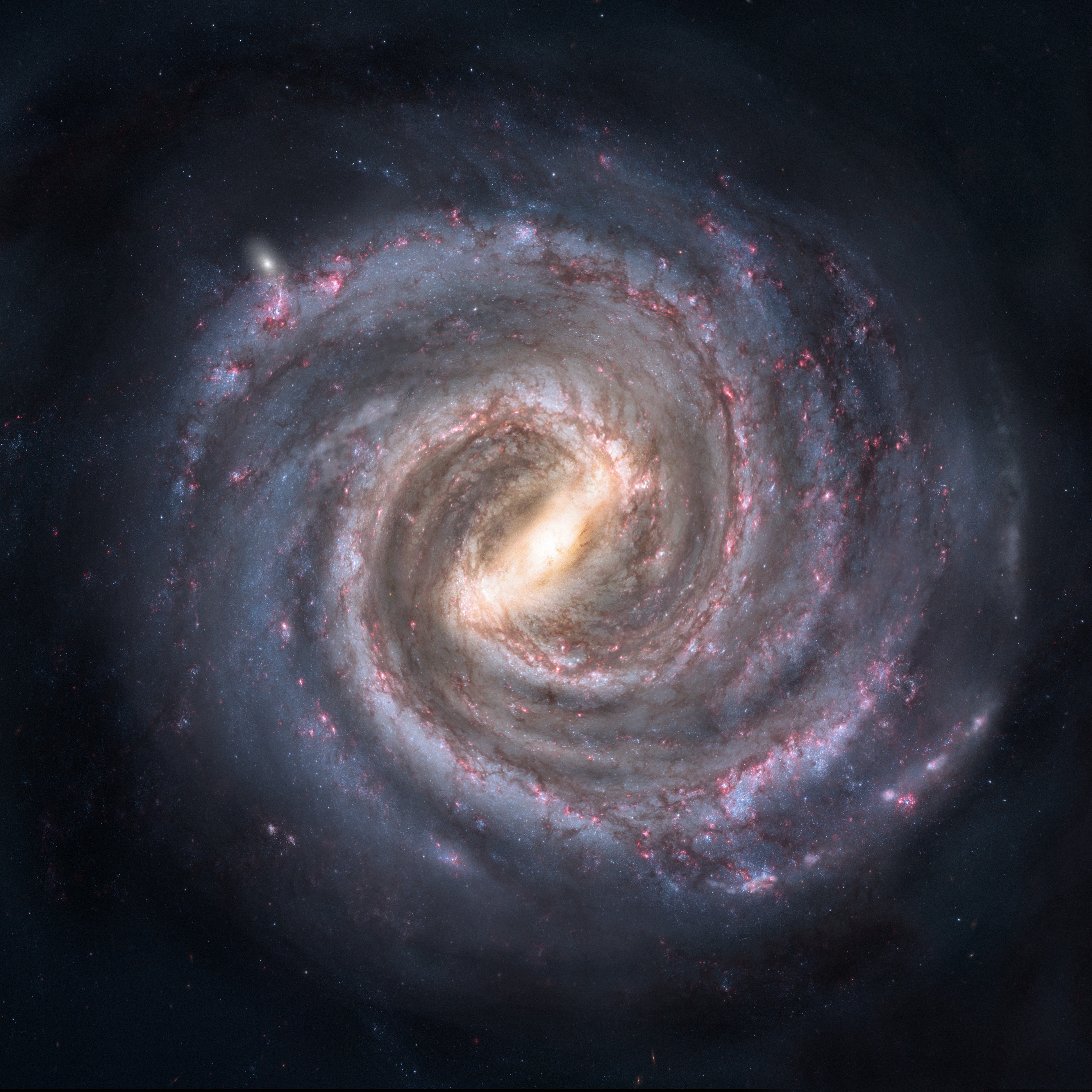

المرشِح العظيم، في سياق مفارقة فيرمي، هو كل ما يمنع المادة غير الحية من الخضوع لعملية التولد التلقائي، في الوقت المناسب، لتوسيع الحياة المستمرة التي تقاس بمقياس كارداشيف. نشأ المفهوم في حجة روبن هانسون التي مفادها أن الفشل في العثور على أي حضارات خارج كوكب الأرض في الكون المرصود يدل على احتمال وجود خطأ ما في واحدة أو أكثر من الحجج المقدمة من مختلف التخصصات العلمية، والتي تقترح بأن ظهور الحياة الذكية المتقدمة أمر محتمل؛ تُصاغ هذه الملاحظة عبر مفهوم «المرشِح العظيم» الذي يعمل على تقليل العدد كبير من المواقع التي قد تنشأ فيها حياة ذكية إلى العدد الضئيل من الأًصناف الذكية مع حضارات متقدمة التي قد رصدت بالفعل (حاليًا فقط صنف واحد: الإنسان). هذه العتبة الاحتمالية، التي يمكن أن تكمن وراءنا (في ماضينا) أو أمامنا (في مستقبلنا)، قد تعمل كحاجز لتطور الحياة الذكية، أو كاحتمال كبير لتدمير الذات. الاستنتاج الرئيسي غير البديهي لهذه الملاحظة هو أنه كلما كان من الأسهل بالنسبة للحياة أن تتطور إلى مرحلتنا، كلما كانت فرصنا المستقبلية أكثر قتامة (ظلامًا).
اقتُرحت الفكرة لأول مرة في مقال على الإنترنت بعنوان «المرشِح العظيم - هل تجاوزناه تقريبًا؟»، كتبه الاقتصادي روبن هانسون. كُتبت النسخة الأولى في أغسطس 1996 وحُدثت المقالة آخر مرة في 15 سبتمبر 1998. ومنذ ذلك الوقت، حظيت صياغة هانسون بالاعتراف بها في العديد من المصادر المنشورة التي تناقش مفارقة فيرمي وآثارها.

## الحجة الرئيسية

### مفارقة فيرمي
لا توجد أدلة موثوقة على أن الكائنات الفضائية قد زاروا الأرض ولم نرصد وجود حياة ذكية خارج كوكب الأرض باستخدام التكنولوجيا الحالية، ولم يعثر مشروع البحث عن ذكاء خارج الأرض «إس إي تي آي» على أي عمليات إرسال من حضارات أخرى. الكون، بصرف النظر عن الأرض، يبدو «ميتًا» (خاليًا من الحياة)؛ يقول هانسون:
«إلا أن كوكبنا ونظامنا الشمسي لا يبدوان مستعمرين (مستوطنين) فعليًا من قبل حياة تنافسية متطورة قادمة من النجوم، ويبدو أن الأمر مشابه بالنسبة لكل ما نستطيع رؤيته من الفضاء. على النقيض من ذلك، لقد حققنا نجاحًا كبيرًا في شرح سلوك كوكبنا ونظامنا الشمسي، والنجوم القريبة، ومجرتنا، وحتى المجرات الأخرى، من خلال عمليات فيزيائية «ميتة» بسيطة، بدلاً من العمليات المعقدة الهادفة للحياة المتقدمة».